# タラルルス
タラルルス（Talarurus）は重い装甲と尻尾のこぶを持ったカバほどのサイズのアンキロサウルス科の恐竜の属である。1952年にエフゲニー・マレーエフ（en）によって命名された。

## 年代と場所
タラルルスの化石はモンゴルのゴビ砂漠南部で発見され、かつてはここに生息していたとみられる。多くのタラルルスの化石がゴビ砂漠のバインシレ層で見つかっていることから、タラルルスは数千年前の氾濫原の低地に生息していたと科学者は推測している。化石を含む岩石はバヤンシレ層の白亜紀後期9500万年前-8800万年前の地層から発見された。より正確なタラルルスの年代を把握するには、バインシレ層の恐竜の化石と似た年代の恐竜化石を含むどこか別の岩石と比較する必要がある。しかし、白亜紀後期初頭の陸上の動物の記録を残す場所は世界にたった数箇所しかない。今までに集めた全ての情報からタラルルスは白亜紀後期9500万年前-8800万年前にモンゴルのゴビ砂漠南部の氾濫原低地に生息していたと科学者たちは結論している。
この属は1950年代にソ連の調査隊により発見され、現在5個体以上の標本が知られており、これには2個の不完全な頭骨、1個のほぼ完全な骨格、および多くの皮骨が含まれている。タラルルス（ギリシャ語でtalaros = "籐籠" + oura = "尻尾" + -us）は現在良く知られたモンゴルの曲竜類の一つである。

## 記載
タラルルスの頭骨は長さ約24 cm、幅約22 cmで体長は4 mから6 mと推定される。この曲竜類は四肢の上に5 tの重量が乗っていた。付加的な識別特徴としては下突起が横に広い胴椎を持つこと、縦溝の装飾のある皮骨を持つことが含まれる。

## 系統
Vickaryous et al. (2004によれば白亜紀のアンキロサウルス科には二つの明確なクレードが存在し、1つは北アメリカのタクサ、もう一方はアジアに限定されるタクサである。このアジアのクレードの最古のメンバーがTalarurus plicatospineusである。

## フィクションにおけるタラルルス
ディズニーのCGアニメ映画ダイナソーの冒頭部分に少しだけ登場する。

## 参照
- Maleev, Evgeny A. (1952). “Noviy ankilosavr is verchnego mela Mongolii [A new ankylosaur from the Upper Cretaceous of Mongolia]”. w:Doklady Akademii Nauk SSSR 87 (2):  273–276.
- Maryanska, 1977. Ankylosauridae (Dinosauria) from Mongolia. Palaeontol. Polonica 37:85-151.
- Tumanova, T. A. 1999. Armoured dinosaurs from the Cretaceous of Mongolia. In: Benton, M. J., Shishkin, M. A., Unwin, D. M., and Kurochkin, E. N. The Age of Dinosaurs in Russia and Mongolia. Cambridge University Press, Cambridge:517-532.
- Vickaryous, Maryanska, and Weishampel 2004. Chapter Seventeen: Ankylosauria. in The Dinosauria (2nd edition), Weishampel, D. B., Dodson, P., and Osmólska, H., editors. University of California Press.